# Carlotta Gargalli
Carlotta Gargalli (Bologna, 20 aprile 1788 – Roma, 2 dicembre 1840) è stata una pittrice italiana.
A lungo caduta nell'oblio, fu la prima donna a frequentare la neonata Accademia di Belle Arti di Bologna. Al pari di altre sue colleghe è stata riscoperta a partire dagli anni 2010.

## Biografia

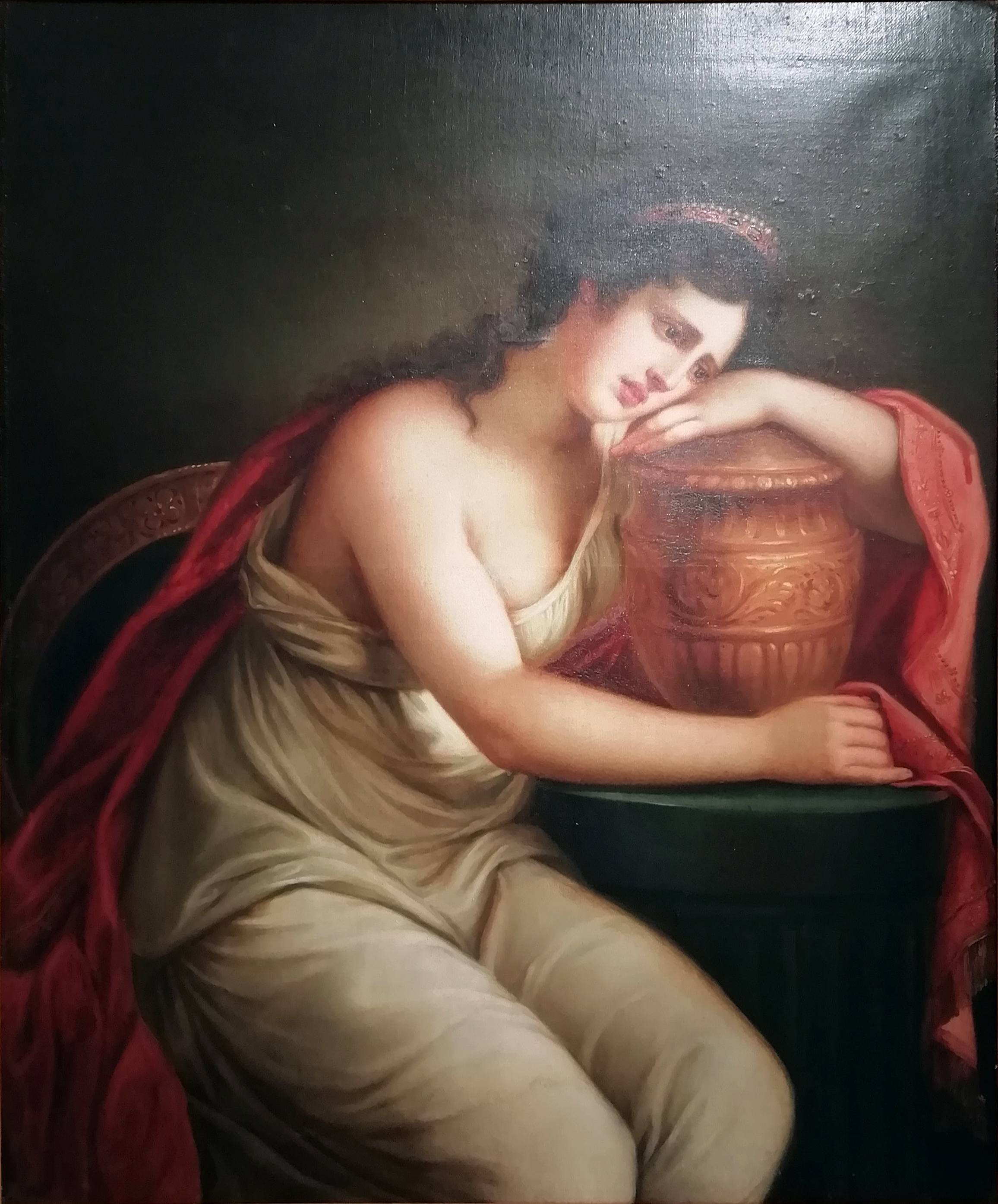
Artemisia, olio su tela, 1807, coll. MAMbo

Figlia del ritrattista Filippo, Carlotta Gargalli si iscrisse ai corsi dell'Accademia nel 1804 e frequentò assiduamente le lezioni. Nel 1807 vinse il Piccolo Premio Curlandese assegnato per dipinti d'invenzione con l'opera Artemisia che piange sull'urna ove son chiuse le cenere di Mausolo.
Nel 1811, su interessamento di Antonio Canova, fu ammessa a studiare a Roma con una pensione statale, privilegio fino ad allora inaudito per una ragazza.
A Roma ebbe modo di conoscere e frequentare gli studenti più brillanti provenienti dalle varie scuole italiane, come Tommaso Minardi e Francesco Hayez. Inoltre gestì in via del Corso un "Gabinetto di quadri", con copie da Raffaello, Correggio e Guido Reni.
Tornata a Bologna nel 1815, ottenne un notevole successo pubblico, tanto da essere paragonata ad Elisabetta Sirani. Divenne socio onorario dell'Accademia.
Con il matrimonio e a causa di una serie di lutti familiari la sua attività artistica rallentò notevolmente fino alla morte avvenuta nel 1840.
Sue opere sono conservate in vari musei, tra cui i depositi della Pinacoteca di Bologna, del MAMbo e degli Uffizi.
Nel 2023 il Museo Ottocento Bologna le ha dedicato una mostra.

## Nella cultura di massa
Nel 2022 Ilaria Chia ha scritto il romanzo L'allieva di Canova (per i tipi di Damster, in cui viene raccontata la vita della pittrice dall'infanzia fino alla fine dell'apprendistato a Roma. 
Nel 2024 Ilaria Chia pubblica il romanzo "La gallerista di via del Corso" (Damster) dove si racconta la seconda parte della vita della pittrice, dal ritorno a Bologna nel 1815 alla morte a Roma.